# Gesamtanlage Altensteig

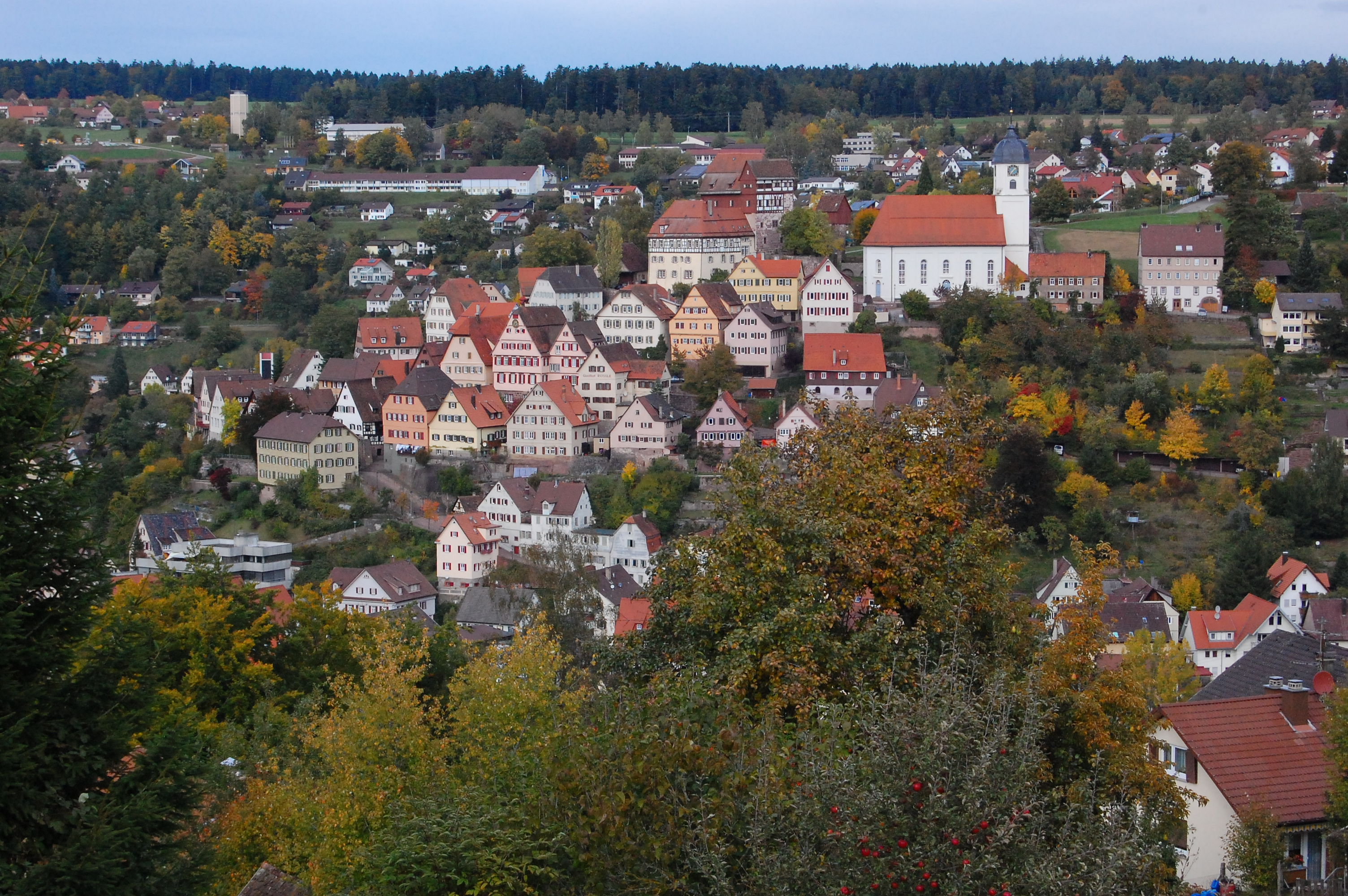
Altstadt von Altensteig

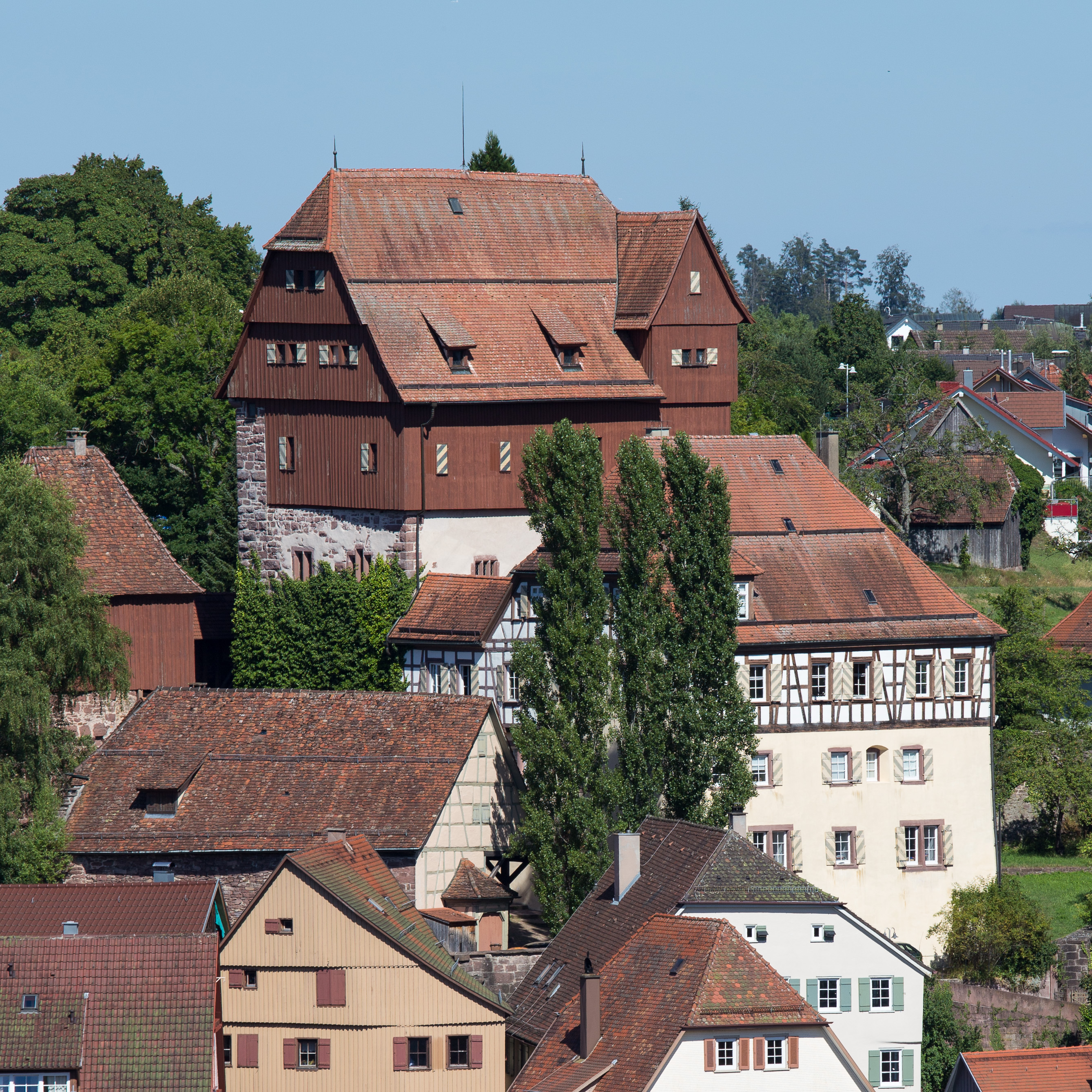
Altes und Neues Schloss

Die Gesamtanlage Altensteig in Altensteig, einer Stadt im Landkreis Calw in Baden-Württemberg, besteht aus dem Gebiet des auf  leichtem Sporn gelegenen Schlosses und der zu seinen Füßen am steilen Hang des Nagoldtals aus einem Burgweiler entstandenen und durch Schenkelmauern umschlossenen Oberstadt. Ebenso zählt zur Gesamtanlage die zur Unterstadt vermittelnde Randbebauung am Hangfuß sowie die umliegenden Freiflächen.
Die Oberstadt hat sich ihre ursprüngliche Stadtsilhouette und Struktur bewahrt. Das Stadtbild bestimmt immer noch das mächtige Schloss, die evangelische Stadtkirche und die über den steilen Hängen auf der ehemaligen Stadtmauer aufsitzenden giebelständigen Wohnbauten. 
Aufgrund seiner Bedeutung ist Altensteig seit 1983 eine Gesamtanlage gemäß § 19 des Denkmalschutzgesetzes, an deren Erhaltung ein besonderes öffentliches Interesse besteht.